# Flachlandtapir
Der Flachlandtapir (Tapirus terrestris) ist eine Säugetierart aus der Gattung der Tapire (Tapirus), die die einzige Gattung der gleichnamigen Familie ist. Dabei stellt der Flachlandtapir den größten Vertreter der beiden südamerikanischen Tapirarten dar. Er lebt in tiefer gelegenen Regionen des Kontinents und bewohnt hier vor allem Wald-, teilweise aber auch offenere Landschaften, wo er überwiegend einzelgängerisch auftritt und sich überwiegend von weicher Pflanzenkost ernährt. Zwar zählt der Flachlandtapir noch zu den häufigeren Vertretern seiner Gattung, aufgrund von starker Bejagung und Landschaftszerstörung gelten seine Bestände allerdings als gefährdet.

## Beschreibung

### Habitus

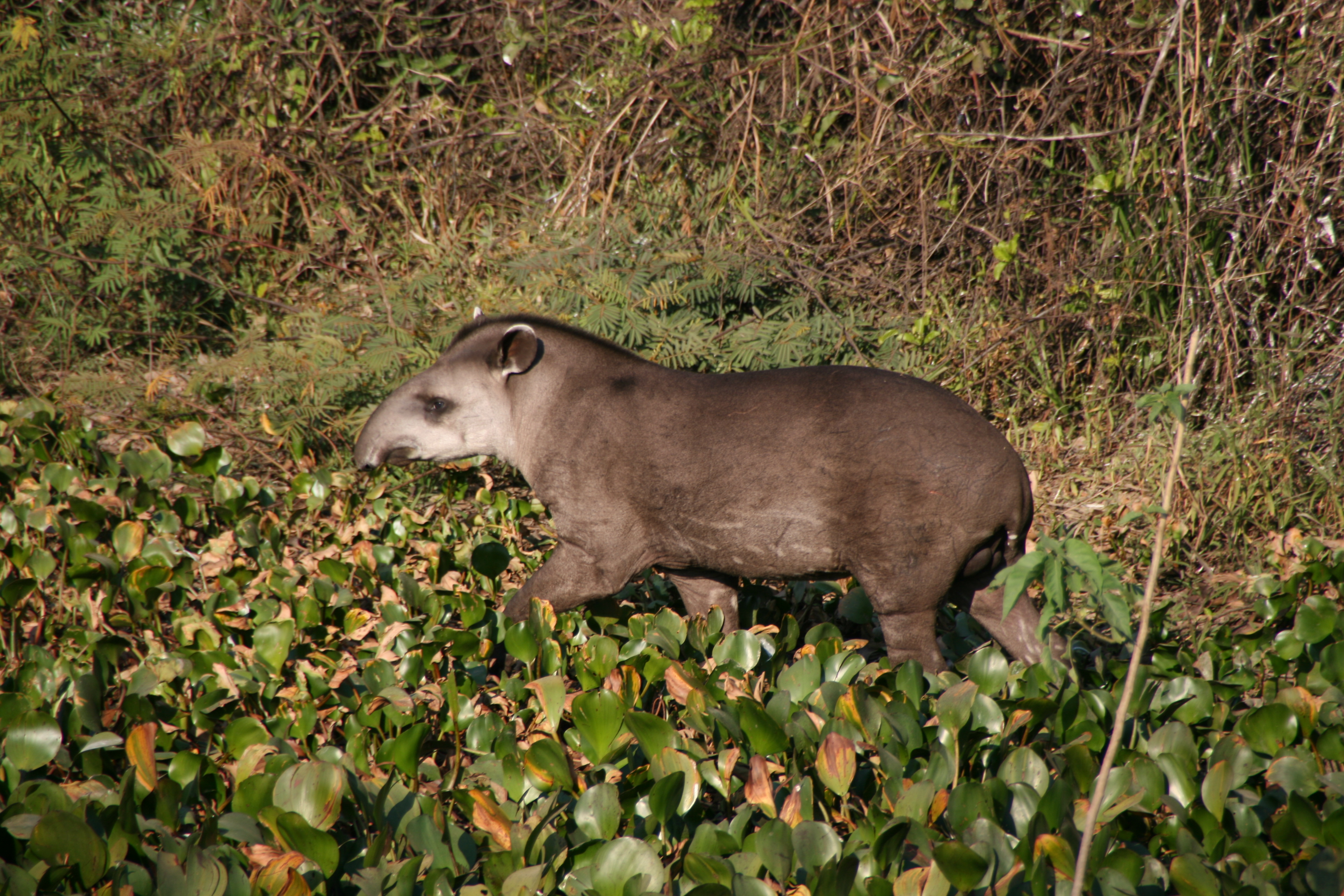
Flachlandtapir im Pantanal

Der Flachlandtapir stellt den größeren der beiden südamerikanischen Tapirvertreter dar und erreicht eine Kopf-Rumpf-Länge von 205 (männliche Tiere) bis zu 220 cm (weibliche Tiere), wobei der Schwanz nur ein Stummel von 8 Zentimetern Länge ist. Die Tiere erreichen eine Schulterhöhe von 77 bis 108 cm. Das Gewicht variiert zwischen 150 und 250 kg; weibliche Tiere sind in der Regel 25 bis 100 kg schwerer als die Männchen. Die Haut ist vor allem am Nacken sehr dick und mit einem am Rücken schwarzbraun gefärbten Fell bedeckt, welches an Brust, Bauch und Beinen eine eher dunkelbraune Tönung annimmt. Am Nacken ist zusätzlich eine deutliche Mähne ausgebildet. Typisch sind auch die weißen Ränder an den Ohren. Beim Gesicht wirkt es fast so, als wäre es nachträglich gezeichnet, die Fellfarben verstärken den charakteristischen Kopf dieses Tieres. Das Fell ist an Kehle und Wangen manchmal, aber nicht immer, weiß. Gelegentlich treten vollständig albinotische Tiere auf.
Der Körperbau gleicht dem der übrigen Tapire, charakteristisch ist vor allem der stark gewölbte Kopf und die sehr bewegliche rüsselartige Nase, die mit der Oberlippe verbunden ist. Der Körperbau wirkt gedrungen, ist aber sehr muskulös. Die Beine sind stämmig und kurz. Die Vorderbeine enden beim Flachlandtapir, wie bei allen Tapiren, in vier Zehen, die Hinterbeine in nur drei. Die Zehen sind mit Hufen verkleidet und spreizen sich beim Gehen auseinander, wodurch das Einsinken in weiche Böden verhindert wird. Die Augen sind relativ klein und seitlich am Kopf.

### Schädel- und Gebissmerkmale
Der Schädel des Flachlandtapirs wird rund 37 cm lang und ist dabei langgestreckt geformt und eher flach. Charakteristisch ist der hohe Scheitelkamm, der nur beim Flachlandtapir stark ausgeprägt ist und den konvex geformten Kopf bewirkt. Im Gegensatz zu anderen Säugetieren mit einer derartigen Knochenbildung ist diese aber nicht paarig in der frühen Individualentwicklung angelegt, sondern entsteht offensichtlich postnatal durch Knochenanreicherung und unterscheidet sich dadurch von den Scheitelkämmen der anderen heutigen Tapirarten. Das Hinterhauptsbein weist eine deutlich kurze und rechtwinklige Form auf. Das Nasenbein ist eher schwach gebaut und liegt, wie bei allen Tapiren, weit hinter dem Zwischenkieferknochen. Beide Knochen sind nicht miteinander verbunden.
Der Unterkiefer besitzt eine Länge von 29 cm, wobei der Unterkieferkörper relativ niedrig ist. Die Zahnanzahl ist wenig reduziert und weist bei erwachsenen Tieren folgende Gebissformel auf: {\displaystyle {\frac {3.1.4.3}{3.1.3.3}}}. Im Oberkiefer sind die jeweils dritten Schneidezähne vergrößert und dolchartig geformt, die restlichen dagegen eher klein, so wie auch alle Incisiven des Unterkiefers. Zum nachfolgenden Eckzahn besteht ein kleines Diastema. Der Eckzahn des Unterkiefers ist sehr groß und konisch spitz gebaut. Er steht dem dritten Schneidezahn des Oberkiefers gegenüber, wodurch beide Zähne ein kräftiges Beißwerkzeug bilden. Der Oberkiefereckzahn dagegen ist markant reduziert. Allgemein weisen die Eckzähne wenig Zahnzement auf. Zur hinteren Bezahnung besteht ein deutlich größeres Diastema. Die Prämolaren sind deutlich molarisiert, das heißt, sie ähneln den hinteren Backenzähnen, den Molaren. Diese sind durch zwei querstehende Zahnschmelzleisten gekennzeichnet (bilophodont) mit jeweils höckerigen Bildungen an den Enden. Allgemein sind die Backenzähne sehr niederkronig (brachyodont).

### Sinnesleistungen und Lautäußerungen
Die bestentwickelten Sinne des Flachlandtapirs sind der feine Geruchssinn ebenso wie der exzellente Tastsinn. Fast genauso gut funktionieren seine Ohren mit ihrem guten Gehör, wobei der Flachlandtapir zwischen den unterschiedlichsten Geräuschen (Fressfeinde, Artgenossen) differenzieren kann und dementsprechend reagiert. Die Augen dagegen sind schwach, das Tier ist eher kurzsichtig. Allerdings zeigten Untersuchungen, dass der Sehsinn für die Tiere im Nahbereich auch eine wichtige optische Kommunikationshilfe darstellt, da sie auf bestimmte Schlüsselreize wie den Rüssel oder die weißen Ohrränder reagieren.
Der Flachlandtapir nutzt verschiedene Lautäußerungen zur Kommunikation. Bekannt sind zwei schrille Laute, die die Tiere bei Gefahr oder Schmerz ausstoßen. Ein Klicklaut, der mit der Zunge und dem Gaumen erzeugt wird, dient der Erkennung von Artgenossen, während ein Schnauben Aggression oder Wut ausdrückt.

## Verbreitung und Lebensraum

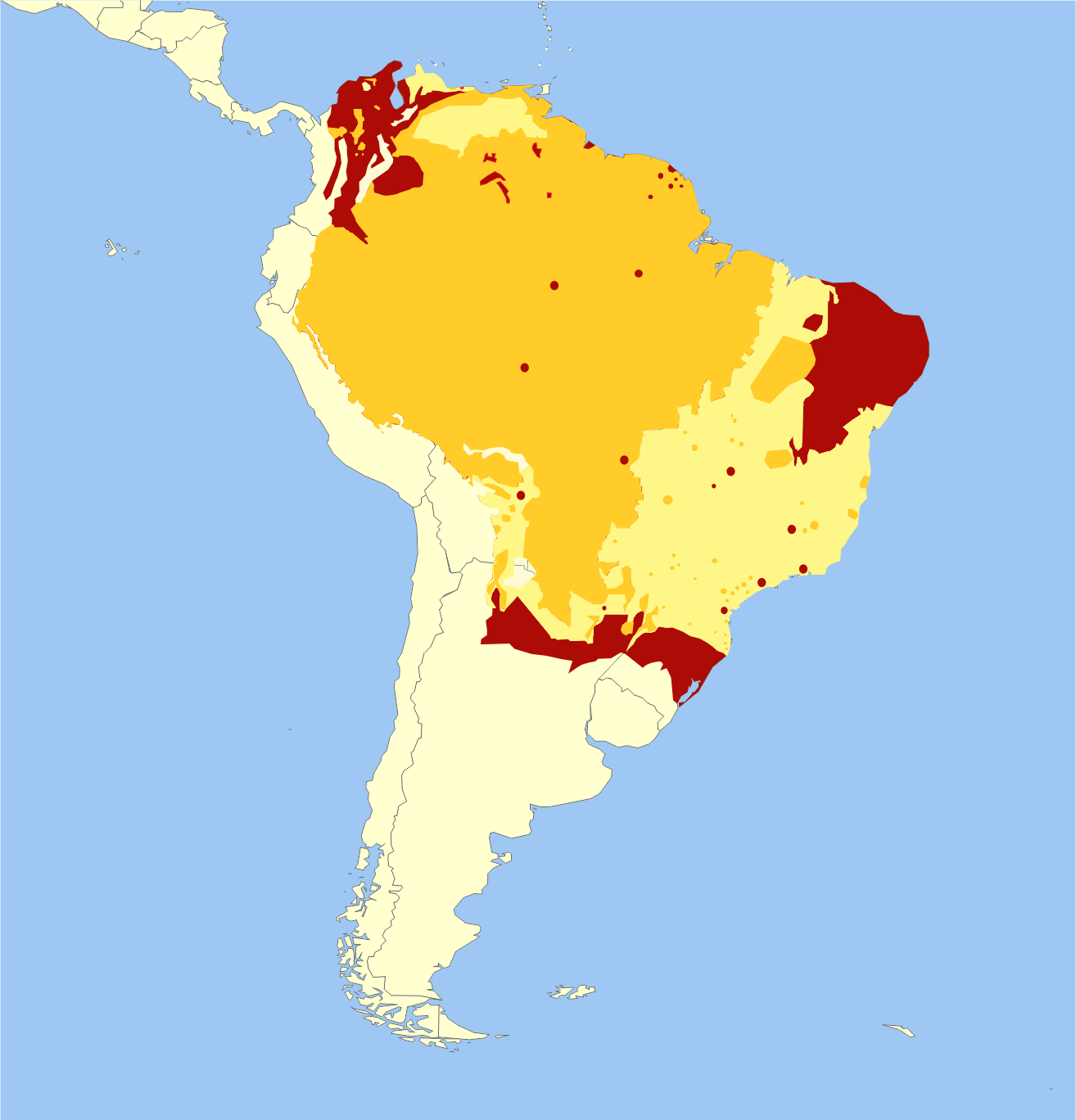
Verbreitungsgebiet; orange: heutiges Vorkommen, gelb: mögliches Vorkommen, rot: ausgestorben

Der Flachlandtapir ist in weiten Teilen Südamerikas östlich der Anden beheimatet, hauptsächlich lebt er im Amazonasbecken, im Llanos und im Pantanal. Sein Verbreitungsgebiet erstreckt sich dadurch von Kolumbien und Venezuela bis in das südliche Brasilien, Paraguay und das nördliche Argentinien. Der typische Lebensraum des Flachlandtapirs zeichnet sich durch tropisches Klima mit einer hohen Niederschlagsrate und großer Luftfeuchtigkeit aus. Überwiegend ist die Tapirart in Wäldern, in erster Linie tropische Regenwälder, anzutreffen, wo er sich stets in der Nähe von Flüssen, Seen oder Sümpfen aufhält. Teilweise besiedelt er auch offenere Landschaften, die aber von Dickichten durchsetzt sein müssen. In neuerer Zeit dringt der Flachlandtapir auch aufgrund von Landschaftszerstörungen häufiger in Plantagengebiete vor, die er entweder zur Nahrungssuche oder als Korridor zwischen verschiedenen Waldgebieten nutzt.
Die Individuendichte im natürlichen Lebensraum insgesamt ist relativ gering, wie Untersuchungen im Pantanal ergaben. Im Durchschnitt kommt in Waldgebieten nur ein Flachlandtapir je Quadratkilometer vor, in offenen Landschaften ist die Dichte noch geringer und liegt bei einem Tier je zwei Quadratkilometern. Trotzdem ist der Tapirvertreter eine wichtige ökologische Komponente, stellt er doch einen der größten Pflanzenfresser der Neotropis dar. Normalerweise überschneiden sich die Verbreitungsgebiete der einzelnen amerikanischen Tapirarten nicht, jedoch lebt der Flachlandtapir im Nordwesten Kolumbiens teilweise sympatrisch mit dem Mittelamerikanischen Tapir (Tapirus bairdii).

## Lebensweise

### Territorialverhalten

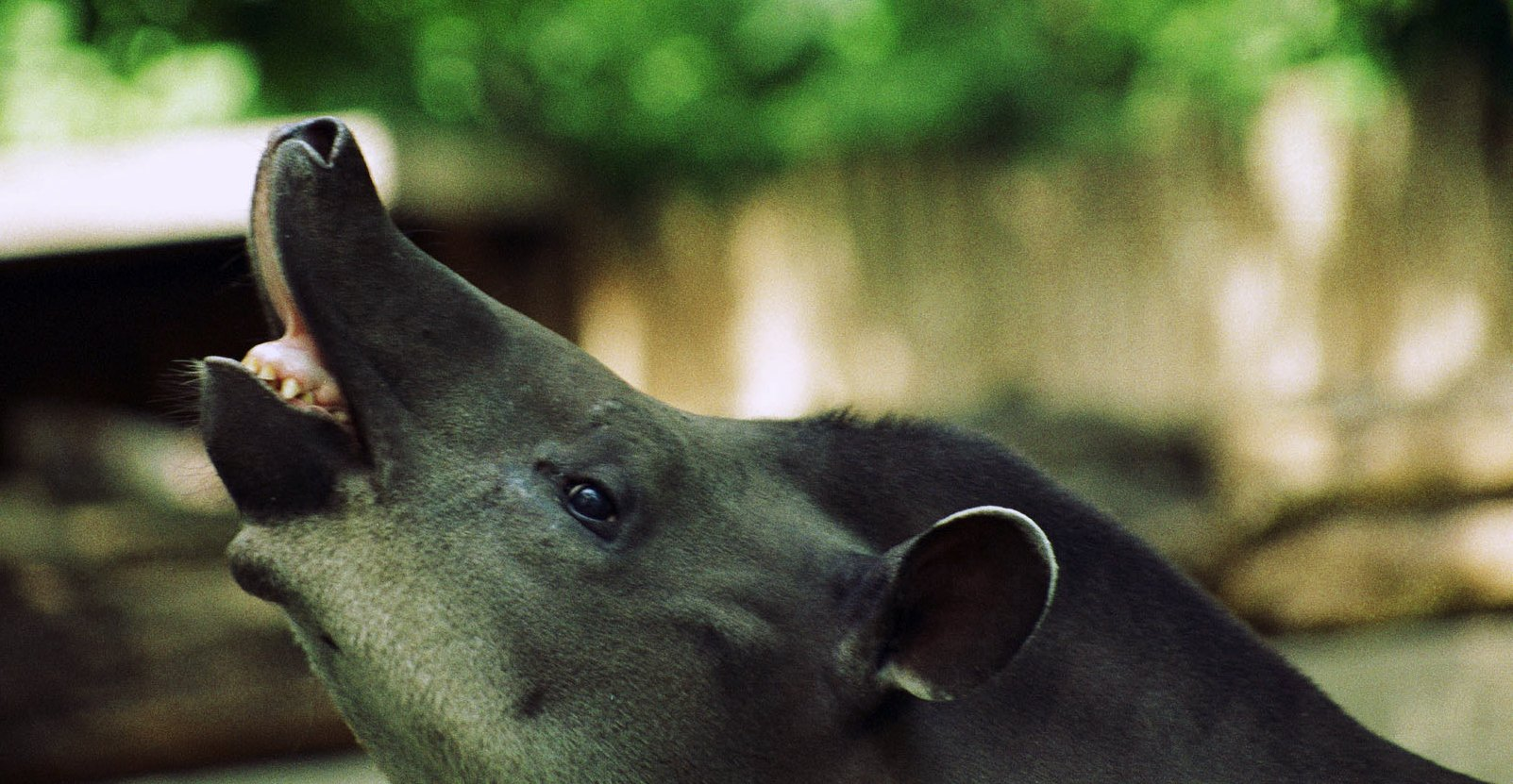
Flehmender Flachlandtapir

Der Flachlandtapir ist wie alle Tapirarten nachtaktiv. Tagsüber zieht er sich ins dichte Unterholz zurück, um in der Nacht auf Nahrungssuche zu gehen. Dabei wandert ein Tier zu den verschiedensten Plätzen, wie Futterstellen, Salzlecken oder Badeplätzen in seinem Areal und legt so Pfade an. Im normalen Laufschritt bewegt er sich mit gesenktem Kopf vorwärts, im Spurt oder auf der Flucht dagegen mit erhöhter Kopfhaltung. Der Flachlandtapir ist außerdem ein guter Schwimmer und vermag zu tauchen.
Als territorialer Einzelgänger lebt der Flachlandtapir solitär, kleine Gruppen, außer in der Paarungszeit, umfassen in der Regel Muttertiere mit Kalb. Begegnungen unter Artgenossen können mitunter sehr aggressiv verlaufen. Vor allem männliche Tiere markieren ihre Reviere und Pfade mit Urin und Dung, die häufig an dieselben Stellen gesetzt werden. Das Beschnüffeln der Fäkalien dient als eine der wichtigsten innerartlichen Kommunikationen. Sofern die Tiere fremde Hinterlassenschaften auffinden, beginnen sie zu flehmen.

### Ernährung
Der Flachlandtapir ist ein auf vorwiegend weiche Pflanzenteile spezialisiertes Tier, was sich auch in seiner Anatomie durch die stark bewegliche rüsselartige Oberlippe und die niederkronigen Backenzähne mit den charakteristischen Schmelzbuckeln widerspiegelt. Neben Blättern verzehren die Tiere auch Wasserpflanzen, Knospen, Zweige und Früchte. Dabei sind über 270 verschiedene Pflanzenarten bekannt, die der Flachlandtapir konsumiert. Hierzu gehören Hundsgift-, Palmen- und Sapotengewächse. Früchte wie Feigen oder Sumachgewächse nehmen insgesamt einen sehr hohen Anteil im Nahrungsspektrum ein, die aber abhängig von den Wuchszeiten verzehrt und somit nicht ganzjährig aufgenommen werden können. Da die Samen bei der Verdauung weitgehend intakt bleiben, trägt der Flachlandtapir durch seine Wanderungen zur Ausbreitung zahlreicher Pflanzenarten bei. Eine große Bedeutung haben auch Salzlecken oder offene Bodenstellen, an denen der Flachlandtapir Mineralien zu sich nimmt, einerseits um seinen Stoffkreislauf auszugleichen, andererseits um Pflanzengifte unschädlich zu machen.

### Fortpflanzung

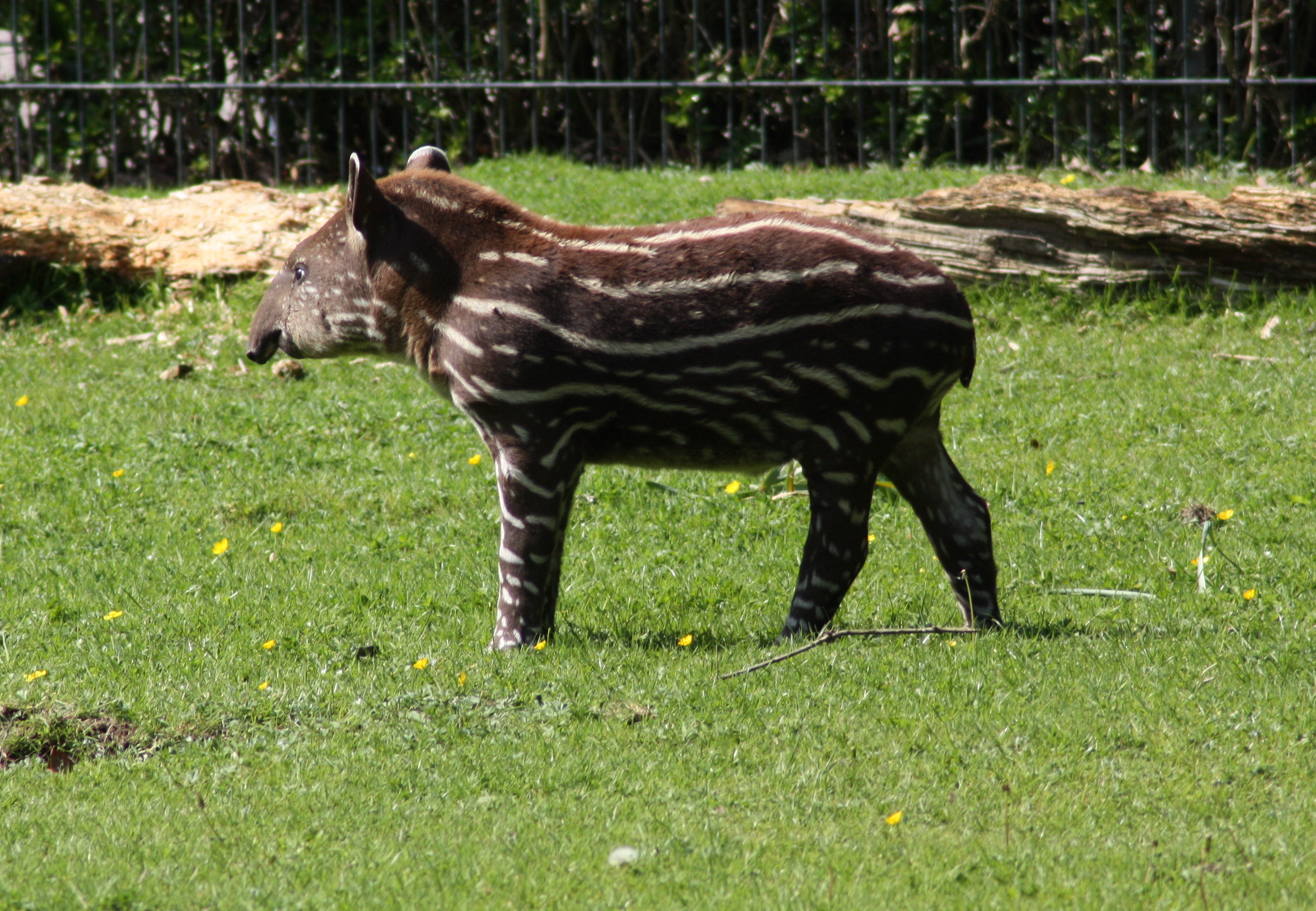
Jungtier im Dortmunder Zoo

Mit rund zwei bis zweieinhalb Jahren ist der Flachlandtapir geschlechtsreif. Die Brunft des weiblichen Tieres findet alle 50 bis 80 Tage statt und hält bis zu zwei Tage lang an. Während dieser Zeit werben die männlichen Tiere um das Weibchen, indem sie ihr folgen, an den Ohren zupfen oder spielen. Der Kopulation gehen charakteristische Kreiselbewegungen, Flehmen oder hohes Wimmern voraus. Der Geschlechtsakt selbst kann im oder außerhalb eines Gewässers stattfinden.
Nach rund 335- bis 439-tägiger Tragzeit bringt das Weibchen meist ein einzelnes Jungtier zur Welt, Zwillinge sind sehr selten. Ein neugeborener Flachlandtapir wiegt rund 4 bis 7 Kilogramm und ist wie alle Tapirkälber mit hellen Flecken oder Streifen versehen, die der Tarnung dienen. In den ersten Lebenstagen bleibt es in einem geschützten Lager, nach rund einer Woche begleitet es die Mutter auf ihren Streifzügen. Nur wenige Tage nach der Geburt nimmt das Kalb schon Pflanzennahrung zu sich, saugt aber weiterhin Milch und wird nach rund sechs bis zehn Monaten entwöhnt. In den ersten vierzehn Tagen kann sich das Gewicht der Neugeborenen verdreifachen. Die Tarnkleidung verliert das Jungtier nach fünf bis acht Monaten. Insgesamt verweilt es rund 18 Monate beim Muttertier, bis es ausgewachsen und geschlechtsreif ist. Die Lebenserwartung beträgt 25 bis 30 Jahre, das Höchstalter eines Tieres in einem europäischen Zoo war 38 Jahre. Das Weibchen namens Daisy gelangte 1982 in den Tiergarten Nürnberg und starb dort 2020; in diesem Zeitraum zog es insgesamt zehn Jungen auf.

### Interaktionen mit anderen Tierarten
Der Flachlandtapir hat eine positive ökologische Beziehung zu zahlreichen anderen Tierarten, da er auf seinen Wanderungen Pfade anlegt, die diese dann ebenfalls nutzen. Als scheues und vorsichtiges Tier neigt der Flachlandtapir eher zur Flucht in Dickichte und Wälder oder auch in Gewässer, er kann sich aber bei Gefahr mit seinen spitzen Eck- und Schneidezähnen sowie den Hufen effektiv verteidigen. Zu seinen natürlichen Feinden zählen neben dem Jaguar auch der Puma und verschiedene Krokodile. Nur selten kommt es zu Angriffen des Flachlandtapirs auf den Menschen.

### Parasiten
Zahlreiche Parasiten befallen den Flachlandtapir. Zu den äußeren gehören Milben und Zecken, vor allem die Milbe Sarcoptes tapiri kann die Sarcoptes-Räude verursachen. Innere Parasiten sind hauptsächlich Wimperntierchen und Fadenwürmer, die im Blinddarm und im Dickdarm leben. Bisher selten wurden Bilharziose-Erreger beim Flachlandtapir gefunden.

## Systematik
Der Flachlandtapir ist eine Art aus der Gattung der Tapire (Tapirus). Die Gattung wiederum gehört zu der im Deutschen gleichnamigen Familie der Tapire (Tapiridae) innerhalb der Ordnung der Unpaarhufer (Perissodactyla). Unter den vier rezenten Tapirarten ist der Flachlandtapir am nächsten mit dem Bergtapir (Tapirus pinchaque) verwandt, stellt aber von beiden die deutlich entwickeltere Form dar. Weiter außen stehen der Mittelamerikanische Tapir sowie der Schabrackentapir (Tapirus indicus). Letzterer hatte sich laut molekulargenetischen Untersuchungen schon vor etwa 25 Millionen Jahren von der übrigen Tapirus-Linie abgespalten, während sich der Mittelamerikanische Tapir vor rund 11 Millionen Jahren ausdifferenzierte. Die beiden südamerikanischen Tapire haben sich möglicherweise erst vor rund 2 Millionen Jahren voneinander abgetrennt, nachdem ihr gemeinsamer Vorfahre nach der Bildung des Isthmus von Panama nach Südamerika eingewandert war. Aus genetischer Sicht schließt der Flachlandtapir den sogenannten „Kabomani-Tapir“ (Tapirus kabomani) mit ein, der im Jahr 2013 als eigenständige Art beschrieben wurde.
Insgesamt werden heute vier Unterarten des Flachlandtapirs unterschieden:
- T. t. aenigmaticus Gray, 1872; östliches Ecuador
- T. t. colombianus Hershkovitz, 1954; Kolumbien, Venezuela
- T. t. spegazzinii Ameghino, 1909; südwestliches Brasilien, Argentinien, Bolivien
- T. t. terrestris Linnaeus, 1758; östliches Brasilien

Da die Variabilität innerhalb des Flachlandtapirs sehr hoch ist, lassen diese sich aber über anatomische Bestimmungen kaum eindeutig festlegen.
Anhand genetischer Analysen konnten mehrere Haplotypen unterschieden werden, die in einzelne Kladen eingeteilt wurden. Dabei umfassen Klade I und II Populationen im westlichen Amazonasgebiet bis zum Fuß der Anden (westliches Brasilien, Ecuador, südliches Kolumbien). Klade III erstreckt sich über das nördliche Amazonien bis zur Karibikküste, während Klade IV im südlichen Amazonien bis Argentinien und Bolivien beheimatet ist. Die einzelnen Kladen differenzierten sich dabei wohl im Pliozän bzw. im frühen und mittleren Pleistozän heraus. Da alle diese Kladen deutliche genetische Unterschiede zeigen, wird davon ausgegangen, dass möglicherweise der Amazonas als Migrationsbarriere fungierte und so einen stärkeren Genfluss verhinderte.

## Stammesgeschichte
Tapirus ist eine relativ alte Gattung, die bereits im frühen Miozän vor mehr als 20 Millionen Jahren in Europa erstmals nachweisbar ist und als Nachfolger der urtümlichen Gattung Protapirus angesehen wird. Der älteste Nachweis dieser Gattung in Südamerika ist zwischen 1,5 und 2,5 Millionen Jahre alt und stammt aus Argentinien. Für das südamerikanische Tiefland wurden wenigstens sieben ausgestorbene pleistozäne Tapirarten beschrieben. Neuere Untersuchungen zeigen, dass diese in der morphologischen Variationsbreite des heutigen Flachlandtapirs liegen und somit diesem zugewiesen werden sollten. Allerdings besitzt die erst 2011 beschriebene Tapirart Tapirus rondoniensis, die anhand eines vollständigen, 36 cm langen Schädels aus jungpleistozänen Ablagerungen der Rio-Madeira-Formation im zentralen Amazonasgebiet bestimmt wurde, weniger stark molarisierte Prämolaren, als dies beim Flachlandtapir der Fall ist. Der Flachlandtapir entwickelte sich möglicherweise im westlichen Teil des Amazonasbeckens am Übergang zu den tropischen Nebelwäldern der Anden. Als eigenständige Art tritt er aber erst spät in Erscheinung, der früheste Fossilbericht des Flachlandtapirs stammt aus der Region Mesopotamia in Argentinien und ist zwischen 80.000 und 130.000 Jahre alt. Bedeutende pleistozäne Funde des Flachlandtapirs stammen vom Oberlauf des Juruá im westlichen Brasilien. Hervorragend ist auch die Erhaltung zahlreicher Skelettelemente, darunter mehrere Unterkiefer und Langknochen, aus zwei Unterwasserhöhlen in der Serra da Bodoquena im südwestbrasilianischen Bundesstaat Mato Grosso do Sul, die in den Übergang vom Pleistozän zum Holozän gehören.

## Flachlandtapir und Mensch

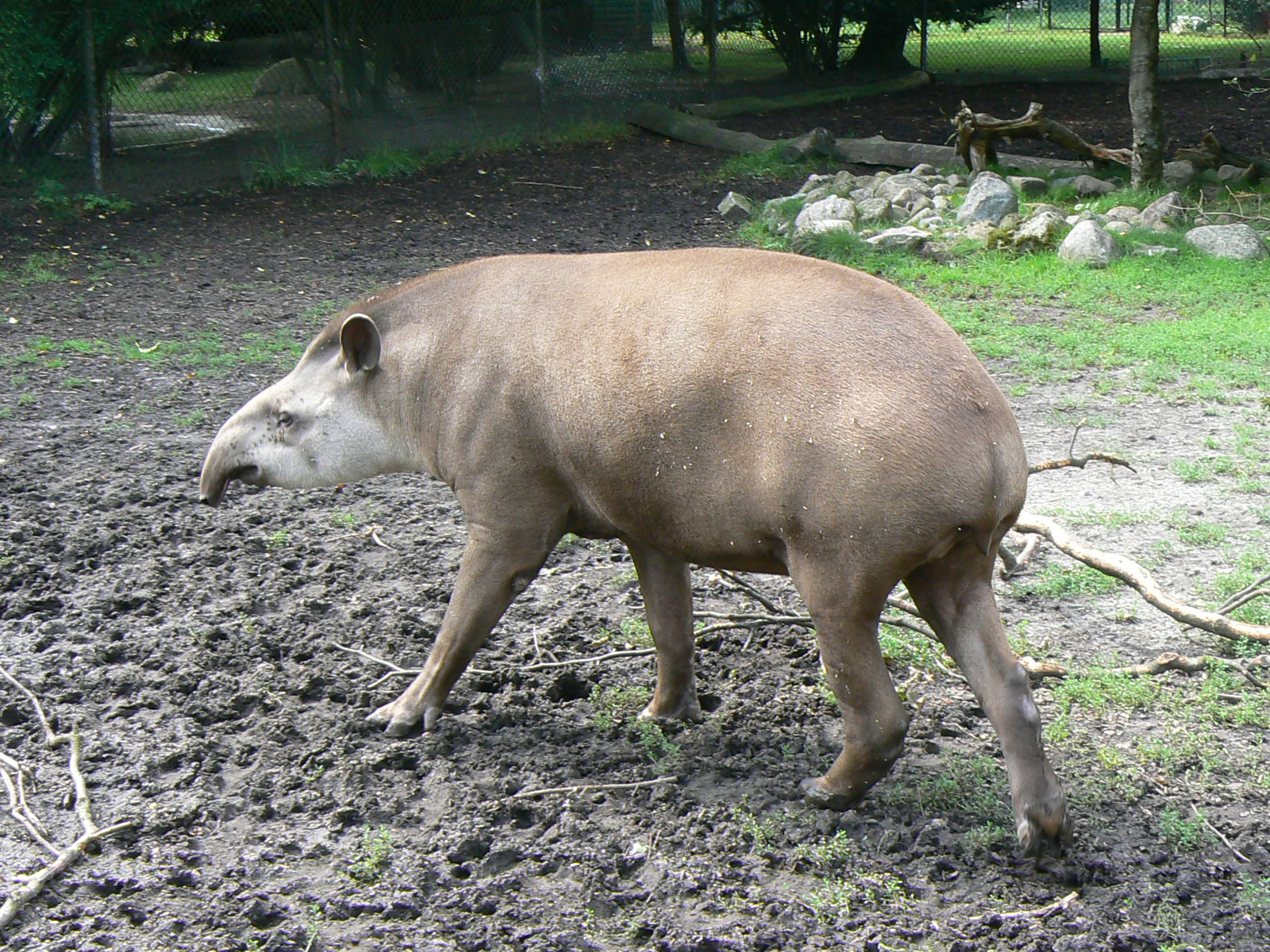
Flachlandtapir im Hamburger Zoo

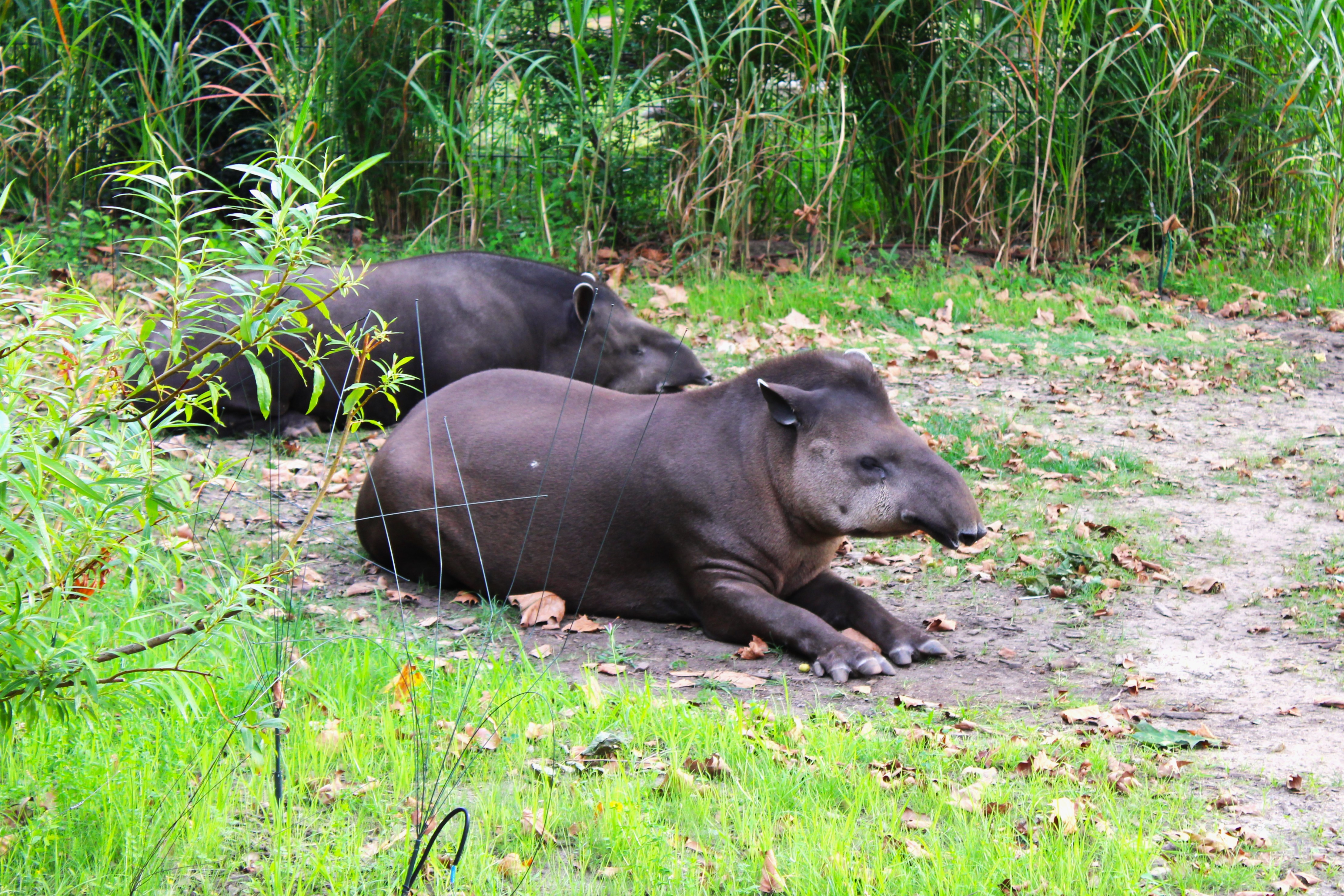
Flachlandtapire im Zoo Berlin

Einer der Gründe für die Bedrohung des Flachlandtapirs liegen in der Bejagung wegen seines Fleisches und seiner Haut. So wurden während einer einjährigen Untersuchung von 1993 bis 1994 bei der Waimiri-Atroari-Volksgruppe des zentralen Amazonastieflandes festgestellt, dass die damals 800 Personen umfassende indigene Gruppe innerhalb dieses Zeitraumes insgesamt 131 Flachlandtapire erlegte mit einem Gesamtgewicht von 19,5 t, was rund 45 % der gesamten gejagten Biomasse ausmachte. Weiterhin ist die fortschreitende Zerstörung des Lebensraums durch Waldrodungen ein großes Problem. Infolge der Lebensraumzerstörung tritt der Flachlandtapir auch als Kulturfolger auf. An den Waldrändern dringt er manchmal auf Zuckerrohr- oder Kakao-Plantagen vor. Nicht selten enden diese Vorstöße mit der Erschießung des Tieres. Aufgrund seines großen Verbreitungsgebietes ist er noch häufiger als die beiden anderen amerikanischen Tapirarten, der Mittelamerikanische und der Bergtapir anzutreffen. Dennoch sind die Bestandszahlen im Sinken, weswegen er von der IUCN als gefährdet (vulnerable) gelistet wird. Lokal ist der Flachlandtapir bereits in seinen östlichen, südlichen und nordwestlichen Randgebieten ausgestorben. Zum weiteren Schutz der Tierart wurde 2006 ein Programm initiiert, einzelne Tiere gezielt wieder in Nationalparks neu anzusiedeln, was von einer Gruppe der Tapir Specialist Group der IUCN koordiniert wird (TSG Re-Introduction and Translocation Advisory Committee).
Von allen Tapiren wird der Flachlandtapir am häufigsten in Zoos gezeigt. Es wird berichtet, dass sich junge Tapire an Menschen gewöhnen und sich gut zähmen lassen, so dass sogar Kinder auf ihnen reiten können. In einigen südamerikanischen Gebieten dient die Tapirart auch als Haustier.